# 第17回ゴールデングローブ賞
第17回ゴールデングローブ賞（だい17かいゴールデングローブしょう）は、1959年の映画を対象としており、1960年3月10日に発表された。

## 受賞者・ノミネート

### 映画

#### 作品賞（ドラマ部門）
『ベン・ハー』
- 『或る殺人』
- 『アンネの日記』
- 『尼僧物語』
- On the Beach

#### 作品賞（コメディ部門）
『お熱いのがお好き』
- But Not For Me
- 『ペティコート作戦』
- 『夜を楽しく』
- en:Who Was That Lady?

#### 作品賞（ミュージカル部門）
Porgy and Bess
- 『5つの銅貨』
- Li'l Abner
- en:Say One for Me
- en:A Private's Affair

#### 主演男優賞 (ドラマ部門)
アンソニー・フランシオサ - Career
- リチャード・バートン - Look Back In Anger
- チャールトン・ヘストン - 『ベン・ハー』
- フレドリック・マーチ - en:Middle of the Night
- ジョセフ・シルドクラウト - 『アンネの日記』

#### 主演女優賞 (ドラマ部門)
エリザベス・テイラー - 『去年の夏 突然に』
- オードリー・ヘプバーン - 『尼僧物語』
- キャサリン・ヘプバーン - 『去年の夏 突然に』
- リー・レミック - 『或る殺人』
- シモーヌ・シニョレ - 『年上の女』

#### 主演男優賞 (ミュージカル・コメディ部門)
ジャック・レモン - 『お熱いのがお好き』
- クラーク・ゲーブル - But Not For Me
- ケーリー・グラント - 『ペティコート作戦』
- ディーン・マーティン - en:Who Was That Lady?
- シドニー・ポワチエ - Porgy and Bess

#### 主演女優賞 (ミュージカル・コメディ部門)
マリリン・モンロー - 『お熱いのがお好き』
- ドロシー・ダンドリッジ - Porgy and Bess
- ドリス・デイ - 『夜を楽しく』
- シャーリー・マクレーン - Ask Any Girl
- リリー・パルマー - But Not For Me

#### 助演男優賞
スティーヴン・ボイド - 『ベン・ハー』
- フレッド・アステア - On the Beach
- トニー・ランドール - 『夜を楽しく』
- ロバート・ヴォーン - en:The Young Philadelphians
- en:Joseph Welch - 『或る殺人』

#### 助演女優賞
スーザン・コーナー - 『悲しみは空の彼方に』
- en:Edith Evans - 『尼僧物語』
- en:Estelle Hemsley - en:Take a Giant Step
- ファニタ・ムーア - 『悲しみは空の彼方に』
- シェリー・ウィンタース - 『アンネの日記』

#### 監督賞
ウィリアム・ワイラー - 『ベン・ハー』
- スタンリー・クレイマー - On the Beach
- オットー・プレミンジャー - 『或る殺人』
- ジョージ・スティーヴンス - 『アンネの日記』
- フレッド・ジンネマン - 『尼僧物語』

#### 外国語映画賞
- 『黒いオルフェ』 (フランス)
- 『鍵』 (日本)
- 『橋』 (ドイツ)
- 『野いちご』 (スウェーデン)
- en:Wir Wunderkinder (ドイツ)

#### 作曲賞
アーネスト・ゴールド - On the Beach

#### 国際賞
『アンネの日記』
- 『尼僧物語』
- 『拳銃の報酬』
- On the Beach
- en:Take a Giant Step

#### Most Promising Newcomer - Male
en:Barry Coe

トロイ・ドナヒュー

ジョージ・ハミルトン

ジェームズ・シゲタ
- en:Michael Callan

#### Most Promising Newcomer - Female
アンジー・ディキンソン

en:Janet Munro

ステラ・スティーヴンス

チューズデイ・ウェルド
- ダイアン・ベイカー

#### テレビ業績賞
エドワード・R・マロー

#### Outstanding Merit
『尼僧物語』

#### 特別賞
en:Andrew Marton - 『ベン・ハー』 (For directing the chariot race)

en:Francis X. Bushman (For a famous silent film star)

ラモン・ノヴァロ (For a famous silent film star)

#### Special Journalistic Merit Award
ヘッダ・ホッパー

ルエラ・パーソンズ

#### ヘンリエッタ賞
ドリス・デイ

ロック・ハドソン

#### Samuel Goldwyn Award
『年上の女』

#### セシル・B・デミル賞
ビング・クロスビー